# Boltigen
Boltigen är en ort och kommun i distriktet Obersimmental-Saanen i kantonen Bern, Schweiz. Kommunen har 1 267 invånare (2023).